# Episodi de I viaggiatori (prima stagione)
La prima stagione della serie televisiva I viaggiatori (Sliders) è andata in onda negli Stati Uniti dal 22 marzo 1995 al 17 maggio 1995 su Fox Television. In Italia fu trasmessa su Italia Uno nel 2000.
| nº | Titolo originale    | Titolo italiano        | Prima TV USA   | Prima TV Italia |
| -- | ------------------- | ---------------------- | -------------- | --------------- |
| 1  | Pilot (1)           | I viaggiatori (1)      | 22 marzo 1995  | 9 luglio 2000   |
| 2  | Pilot (2)           | I viaggiatori (2)      | 22 marzo 1995  | 16 luglio 2000  |
| 3  | Fever               | L'epidemia Q           | 29 marzo 1995  | 23 luglio 2000  |
| 4  | Last Days           | L'asteroide            | 5 aprile 1995  | 23 luglio 2000  |
| 5  | The Prince of Wails | Diritti inalienabili   | 12 aprile 1995 | 30 luglio 2000  |
| 6  | Summer of Love      | La stagione dell'amore | 19 aprile 1995 | 30 luglio 2000  |
| 7  | Eggheads            | Teste d'uovo           | 26 aprile 1995 | 6 agosto 2000   |
| 8  | The Weaker Sex      | Il sesso debole        | 3 maggio 1995  | 6 agosto 2000   |
| 9  | The King Is Back    | Il re è tornato        | 10 maggio 1995 | 13 agosto 2000  |
| 10 | Luck of the Draw    | Maledetta fortuna      | 17 maggio 1995 | 13 agosto 2000  |

## I viaggiatori (1)
- Titolo originale: Pilot (1)
- Diretto da: Andy Tennant
- Scritto da: Tracy Tormé e Robert K. Weiss

### Trama
San Francisco. Il brillante laureando in fisica Quinn Mallory sta da diverso tempo compiendo degli esperimenti nella cantina di casa sua riguardanti il teorema del ponte di Einstein-Rosen e il concetto di dimensione parallela e a tale scopo ha creato una macchina che simula una sorta di porta dimensionale. Dopo averla testata visitando un mondo parallelo leggermente differente dal suo ed aver conosciuto un suo doppio proveniente da un mondo parallelo che gli fornisce la chiave d'accesso per il controllo totale del dispositivo, a casa sua si presentano il suo professore universitario, Maximilian Arturo, e una sua amica e collega di lavoro in un negozio di informatica, Wade Welles. Quinn aziona la macchina che ha creato e salta insieme a loro nella porta dimensionale. Proprio in quel momento sopraggiunge nel viale dirimpetto il cantante soul Rembrandt 'Crying Man' Brown che viene risucchiato anch'egli, per puro caso, insieme alla sua auto, nella porta dimensionale. I quattro si ritrovano in un mondo in piena era glaciale dal quale sono costretti a scappare azionando la porta dimensionale con un telecomando/timer prima della prevista scadenza temporale, costretti, quindi, a dover capitare in un mondo a caso.
- Guest star: Joseph A. Wapner (commissario Wapner), Linda Henning (Mrs. Mallory), Doug Llewelyn (Comrade Llewelyn), Garwin Sanford (Doc), Tom Butler (Michael Mallory), Raoul Ganeev (tenente Karpov), Roger R. Cross (Wilkins), Alex Bruhanski (Pavel Kurlienko), Don MacKay (Artie Field), Sook-Yin Lee (Pat), Gary Jones (Michael Hurley), John Novak (Ross J. Kelly), Yee Jee Tso (Wing), Andrew Kavadas (venditore), Frank C. Turner (Crazy Kenny), Jay Brazeau (colonnello del KGB), Wayne Cox (annunciatore PBS), Sara Walker (Nan Zachery), Rusty Burrell (ufficiale giudiziario), Jim Byrnes (annunciatore), Jason Gaffney (Conrad Bennish Jr.), Harry Shearer (Day Tripper), Larry Musser (Jake)
- Il gatto di Quinn è stato da lui chiamato Schroedinger come lo scienziato Erwin Schrödinger, ideatore di un esperimento ipotetico chiamato Paradosso del gatto di Schrödinger, basato proprio sullo stato di vita e/o di morte un gatto all'interno di una scatola, per spiegare la biforcazione che avviene continuamente in diversi universi paralleli e per illustrare come in un brevissimo periodo l'universo si sia diviso in innumerevoli dimensioni parallele.

## I viaggiatori (2)
- Titolo originale: Pilot (2)
- Diretto da: Andy Tennant
- Scritto da: Robert K. Weiss e Tracy Tormé

### Trama
I viaggiatori finiscono in un mondo in cui la teoria del domino è diventata realtà e l'Unione Sovietica domina il pianeta così come il comunismo è diventato la base del sistema sociale statunitense. Nel momento in cui Rembrandt prova a pagare un tassista con dollari americani, viene arrestato dal KGB. Per liberarlo, ed evitargli la pena capitale per cospirazione, Quinn, Wade e il professore fanno la conoscenza di un gruppo di resistenza insieme ai cui componenti tracciano un piano per salvare Rembrandt e il loro capo rivoluzionario, anch'egli imprigionato.
- Guest star: Doug Llewelyn (Comrade Llewelyn), Garwin Sanford (Doc), Joseph A. Wapner (commissario Wapner), Linda Henning (Mrs. Mallory), Roger R. Cross (Wilkins), Sook-Yin Lee (Pat), Tom Butler (Michael Mallory), Wayne Cox (annunciatore PBS), Yee Jee Tso (Wing), Raoul Ganeev (tenente Karpov), John Novak (Ross J. Kelly), Jay Brazeau (colonnello KGB), Gary Jones (Michael Hurley), Frank C. Turner (Crazy Kenny), Don MacKay (Artie Field), Andrew Kavadas (venditore), Alex Bruhanski (Pavel Kurlienko), Rusty Burrell (ufficiale pubblico), Larry Musser (Jake), Jim Byrnes (annunciatore), Jason Gaffney (Conrad Bennish Jr.), Harry Shearer (Day Tripper), Sara Walker (Nan Zachery)

## L'epidemia Q
- Titolo originale: Fever
- Diretto da: Mario Azzopardi
- Scritto da: Ann Powell e Rose Schacht

### Trama
I quattro amici capitano in terra tormentata da un'epidemia mortale che sta decimando la popolazione. Quando Wade resta infettata, Rembrandt e Arturo cercano di trovare una cura dopo che Quinn è stato catturato dalla locale agenzia di sanità perché riconosciuto come paziente zero e capo dei cospirazionisti che hanno introdotto il virus. In seguito il professore scopre che su questa Terra non è mai stata scoperta la penicillina. Dopo averne creata un campione artigianale ed aver dato il via per una cura di massa della popolazione, il professore progetta un piano con l'aiuto dei locali e del doppio di Quinn, per liberare Quinn.
- Guest star: Allison Hossack (dottoressa Eileen Stanley), Ken Pogue (dottor Darren Morton), James Bell (Trucker), Garvin Cross (l'uomo malato), David L. Gordon (uomo in tuta protettiva), James Timmins (farmacista), William MacDonald (medico in tuta protettiva), Dean Haglund (fattorino), Will Sasso (Gomez Calhoun), Marie Stillin (cameriera), Alex Bruhanski (Pavel Kurlienko), Yee Jee Tso (Wing), Charlie McGlade (addetto alle vendite), Mike Levey (Mike)

## L'asteroide
- Titolo originale: Last Days
- Diretto da: Michael Keusch
- Scritto da: Dan Lane

### Trama
I viaggiatori finiscono in un mondo a cui restano solo pochi giorni dopo che è stato scoperto un asteroide in rotta di collisione con il pianeta. Dopo essersi resi conto che il timer per l'apertura di una nuova porta dimensionale si azionerà solo dopo l'impatto, Quinn, Wade e Rembrandt si rassegnano all'inevitabile destino, mentre il professore Arturo comincia a progettare una bomba atomica (alla cui invenzione su questo mondo non sono mai arrivati) insieme ad un altro giovane e strambo studente di fisica, Conrad Bennish, da lanciare con una missione spaziale sull'asteroide affinché si disintegri nell'esplosione.
- Guest star: Jennifer Hetrick (Caroline Fontaine), Jason Gaffney (Conrad Bennish Jr.), George Touliatos (dottor Lee Antonovich), Jacqueline Dandenaeu (vigilessa), Hidalgo Rubin (conducente), Robyn Palmer (infermiera Pamela), Michael Dobson (poliziotto), Brian Arnold (corrispondente scientificio), Norma Wick (Kim Brettoner), Patrick Stevenson (Jimmy), Carlton Watson (reverendo), Malcolm Stewart (Allan Fontaine), Gerry Nairn (Mace Moon)

## Diritti inalienabili
- Titolo originale: The Prince of Wails
- Diretto da: Félix Enríquez Alcalá
- Scritto da: William Rabkin e Lee Goldberg

### Trama
In un mondo in cui la Gran Bretagna ha soppresso con successo la guerra d'indipendenza americana, i viaggiatori sono coinvolti in un complotto che coinvolge l'erede al trono e il perfido sceriffo di San Francisco, impersonato dal doppio del professore.
- Guest star: Kathleen Duborg (Rebecca), Gary Jones (capitano Michael Hurley), Liz Sheridan (Ms. Miller), Sherman Howard (Hendrick), Ben Bode (Prince Harold), Jaylene Hamilton (reporter numero 2), Tracey Olson (Dixon Vallely), Bernie Coulson (Raider numero 2), Chris Humphreys (Raider numero 1), Gerard Plunkett (conducente), David Kaye (reporter numero 1)

## La stagione dell'amore
- Titolo originale: Summer of Love
- Diretto da: Mario Azzopardi
- Scritto da: Tracy Tormé

### Trama
I viaggiatori si trovano in una odierna San Francisco, dove la summer of love non è mai finita e Wade viene scambiata da alcuni hippie per una profeta extraterrestre. Intanto Quinn e Arturo provano a riparare il timer che si è appena danneggiato e Rembrandt fa la conoscenza di Rembrandt Brown Jr., figlio del suo doppio, che in questo mondo è un tenente dell'esercito americano.
- Guest star: Obba Babatundé (Cezanne Brown), Deborah Lacey (Sharon Brown), Arthur Reggie III (Rembrandt Brown, Jr.), Jason Gaffney (Conrad Bennish Jr.), Gerry Nairn (Mace Moon), Michele Goodger (agente FBI Copeland), Robert Isaac Lee (agente FBI Harold Yenn), Barry Pepper (Skid), Ajay Karah (Seeker), Richard Leacock (agente FBI Tremelo), Gabrielle Miller (Fling), Joy Coghill (Mrs. Ezra Tweak), Michael Dobson (poliziotto), Joanna Piros (lettore notiziario), Andre Benjamin (dimostrante)

## Teste d'uovo
- Titolo originale: Eggheads
- Diretto da: Timothy Bond
- Soggetto di: Jacob Epstein e Scott Smith Miller

### Trama
I quattro amici sono catapultati in un mondo in cui l'intelletto è apprezzato e i protagonisti di un originale gioco basato sull'intelligenza, il Mindgame, sono veri e propri eroi locali. Quinn scopre che il suo doppio è il campione del torneo e viene, suo malgrado, costretto a partecipare al gioco. Intanto, Arturo cerca una riconciliazione con un amore perduto.
- Guest star: Ron Pitts (annunciatore), Tom Jackson (commentatore), Rick Garcia (arbitro), Gabrielle Rose (Christina Fox-Arturo), Peter Spellos (Joey Fountain), Charles Cyphers (coach Almquist), Colin Warner (capitano Harvard), Bentley Mitchum (giocatore del M. I.T.), Mark Poyser (nerd M.C.), Carl Hibbert (rapper numero 1), Michael McMillian (rapper numero 2), Amanda O'Leary (bibliotecaria), Sheelah Megill (Mrs. Dana Bingham), Marc Bauer (agente FBI O'Brien), Anthony Harrison (agente FBI Bob Cannon), Rachel Hayward (Karen), Johnny Mah (Victor Miller), Roman Danylo (Boyer), William B. Davis (professore Myman), Karen Elizabeth Austin (Lydia), Andrew Guy (Wilson)

## Il sesso debole
- Titolo originale: The Weaker Sex
- Diretto da: Vern Gillum
- Scritto da: Dawn Prestwich e Nicole Yorkin

### Trama
Arturo si trova a correre come sindaco di San Francisco in un mondo dove gli uomini sono trattati come "il sesso debole" e le donne occupano posizioni di potere e di influenza. La sua rivale sarà proprio Wade, che appoggia la sindaca uscente candidata per il partito femminile. 
- Guest star: Sara Botsford (Anita Ross), Robert Curtis Brown (Danny Eizenbach), Jill Teed (Serena Braxton), Alfred E. Humphreys (Pete), Andrew Wheeler (Ken), Liza Huget (Lois Auchincloss), Peter Kelamis (Glenn), Douglas Sills (Ed Dunleavy), Joe Maffei (Bernie), Teresa Bramwell (Hillary Clinton), Tamara Stanners (Jeanie Moses), Leigh Morrow (conduttrice), Peg Christopherson (cliente)

## Il re è tornato
- Titolo originale: The King Is Back
- Diretto da: Vern Gillum
- Scritto da: Tracy Tormé

### Trama
Appena atterrati in un nuovo mondo, Rembrandt viene scambiato per una leggenda del rock ritenuta defunta (il suo doppio che, a differenza del mondo primario, qui ha avuto un enorme successo ma ha poi abbandonato tutto fingendosi morto). Galvanizzato dai fan e dal successo che ha sempre desiderato, Rembrandt riprende in mano la vita del suo doppio e ricomincia a fare concerti. Ma il doppio si rifà vivo e nella parte finale dell'episodio i due cantano insieme sul palco.
- Guest star: Eadie Del Rubio (se stessa), Elena Del Rubio (se stessa), Milly Del Rubio (se stessa), Chuck McCann (capitano Jack Brim), Clinton Derricks-Carroll (il doppio di Rembrandt), Tom Pickett (Maurice Fish), Janice Kent (avvocato), Michele T. Carter (Penny Jensen), Sheri D. Wilson (segretaria), Will Sasso (Gomez Calhoun), Judith Maxie (Charmange), Nicholas Harrison (Nick), Peter Hanlon (esperto video analizzatore), Richard Ihara (giudice), Tyler Van Blankenstein (bambino)

## Maledetta fortuna
- Titolo originale: Luck of the Draw
- Diretto da: Les Landau
- Scritto da: Jon Povill

### Trama
Wade scopre di aver vinto alla lotteria, in un mondo apparentemente utopico che elargisce denaro da generosi bancomat e vincite facili. I quattro amici, però, ben presto scoprono che non è tutto oro quel che luccica e che il prezzo che i vincitori devono pagare per ogni vincita è la morte. Il sistema della lotteria è stato infatti creato dal governo per combattere la sovrappopolazione.
- Guest star: Geoff Edwards (se stesso), Kevin Cooney (Ken Neisser), Alex Datcher (Julianne Murphy), Nicholas Lea (Ryan Simms), Tim Henry (agente Jones), Michael Kopsa (agente Wilson), Nathan Vanering (padre Fergus), Walter Marsh (uomo paterno), Kristina Matisic (giornalista), Ted Cole (uomo amichevole), David Glyn-Jones (anziano), Mike Levy (se stesso), Charlie McGlade (English Charlie), Jason Gray-Stanford (Bell Hop), David Adams (operatore), Cameron Labine (ragazzino su pattini a rotelle)